# Золота лихоманка у Фербанксі

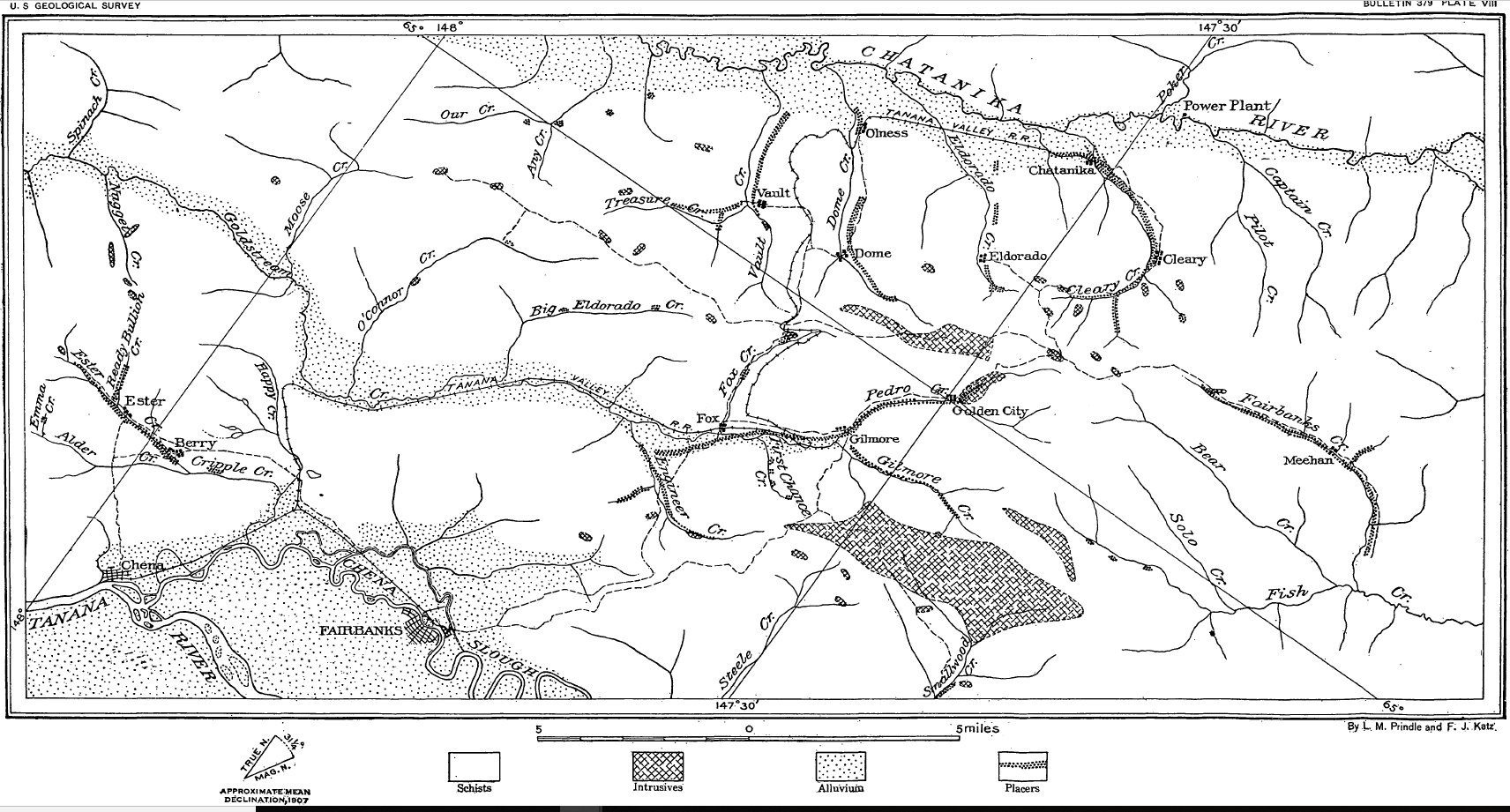
Геологічна карта округу Фербенкс

Золота лихоманка у Фербанксі — золота лихоманка, що сталася у Фербанксі, Аляска, на початку 1900-х. Фербанкс був містом, збудованим під час золотої лихоманки. Відкриття та дослідження родовищ золота продовжують проходити навколо сучасного Фербанкса.

## Історія
Фелікс Педро витратив роки на пошуки золота. Він намагався знайти золото в струмках і в долині Танана, де Фербанкс буде заснований, перш ніж знайде «американський Клондайк». У серпні 1901 торговець Є. Т. Барнетт та його дружина Ізабель були на борту річкового судна Lavelle Young, намагаючись створити торговий пост у Танакросі на річці Танана. Дрібноводдя зупинило Lavelle Young, і Адамс (співвласник корабля Lavelle Young) відмовився йти далі, тому Барнетт відкрив магазин на місці зупинки.

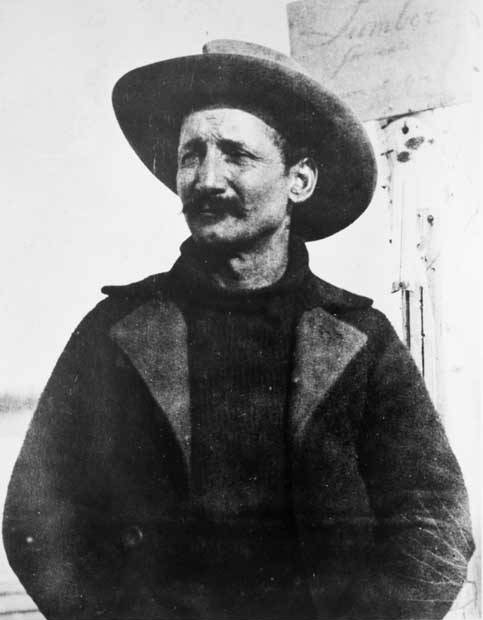
Фелікс Педро

Барнетт відкрив торговий пост на річці Чена після того, як Педро сказав йому, що ділянка має гарні «перспективи». 22 липня 1902 Педро виявив золото на північ від Фербанкса, у Внутрішній Алясці, яке викликало початок золотої лихоманки у Фербанксі, що породила перетворення міста. Барнетт відправив Джуджиро Вада, японського іммігранта з Ехіме до Доусона, щоб поширити інформацію про те, що золото було знайдено, щоб Барнетт зміг продавати свої товари. Після того, як Вада поширив інформацію про виявлене золото, багато шахтарів, які ще не поїхали на Золоту лихоманку в Номі, вирушили до Фербанксу.
Дослідницька компанія Фербанкса викупила ділянки у розмірі 30 на 50 миль і перевезла золото залізницею. Населення Фербанкса збільшилося з 1155 у 1920 до 2101 у 1930.
22 липня 1910, приблизно через вісім років після того, як він виявив золото на північ від Фербанкса, Фелікс Педро помер у лікарні Святого Йосипа у Фербанксі від серцевого нападу.